# Prostitución en Yemen

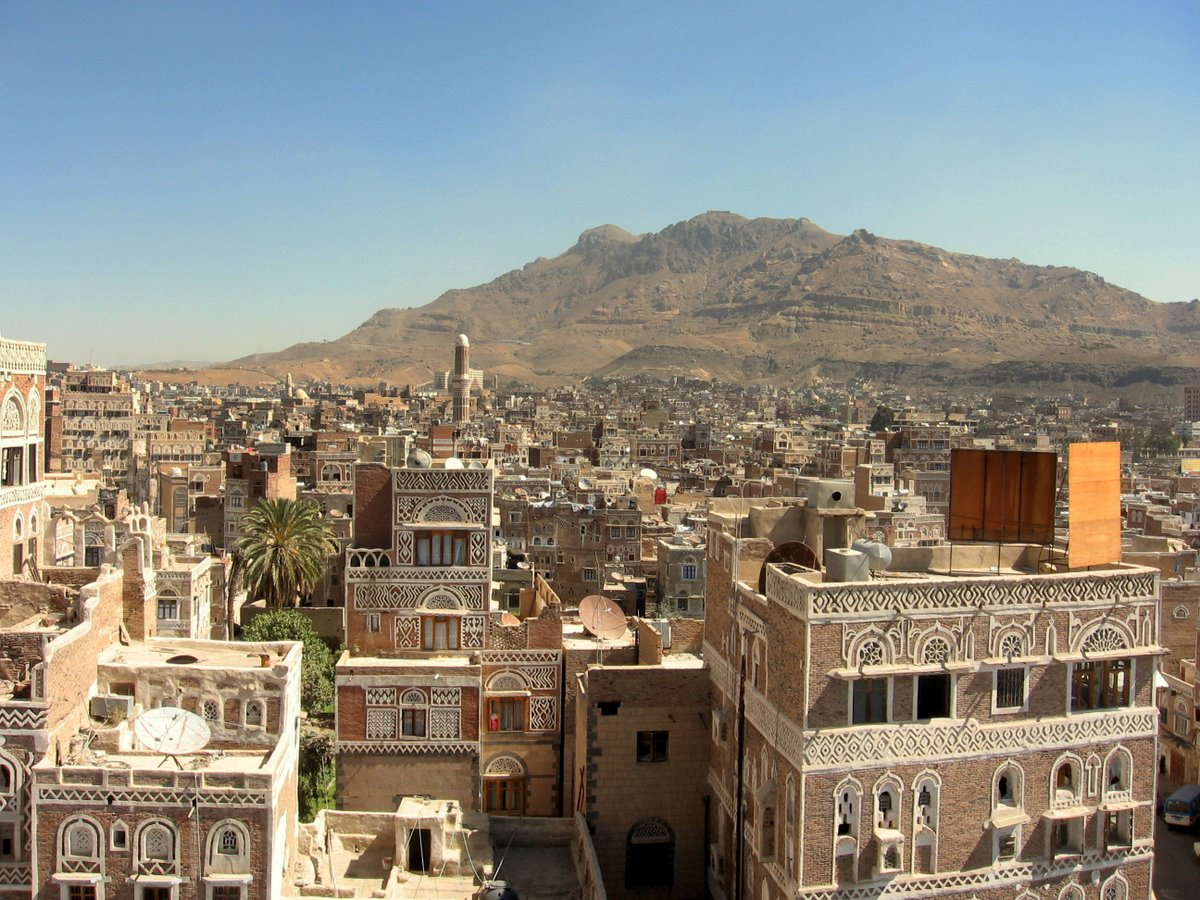
Vistazo de Saná, capital y foco principal de prostitución del país.

La prostitución en Yemen es ilegal, y está castigada con penas que van desde los tres años de cárcel hasta la pena de muerte, pero es habitual, especialmente en Adén, zona de tránsito portuario, y en la capital, Saná. En 2016, ONUSIDA estimó que había cerca de 54 000 prostitutas en el país, siendo muchas de ellas refugiadas etíopes y somalíes que recurren a dicha actividad debido a la pobreza.
Gran parte de la prostitución tiene lugar en los hoteles de la capital. Algunos de ellos tienen "prostitutas a domicilio" y es posible reservar una habitación y que una mujer esté lista a la llegada.
Muchos turistas sexuales de otros países del Golfo, sobre todo saudíes y emiratíes, se entregan a lo que se conoce como "matrimonios turísticos", autorizados por algunas autoridades islámicas como matrimonios misyar.
El tráfico sexual y la prostitución infantil son problemas en el país.

## Activismo islámico

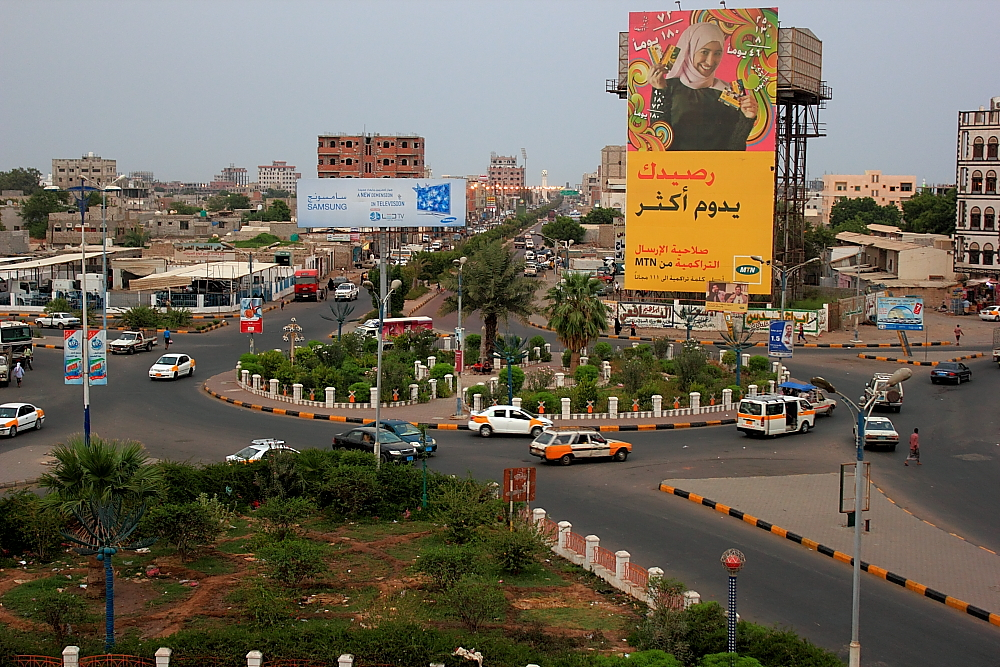
La ciudad de Adén, al sur del país, es un área portuaria clave no solo para Yemen, sino para los países del Golfo Pérsico. Su posición privilegiada la deja como zona clave de las mafias para la trata de mujeres y su explotación sexual.

En 2009, la policía religiosa islámica dirigió una ofensiva contra la prostitución organizada por chinos en Saná. Los trabajadores de muchos salones de masaje, spas y restaurantes fueron sacados a la calle y los establecimientos fueron clausurados. Se alegó que la corrupción había permitido que dichos negocios funcionaran hasta entonces. El "Comité de Virtud y Vicio", dirigido por el clérigo Abdul Majeed al-Zindani, presionó a la policía para que actuara. Designado terrorista por Estados Unidos en 2004, había emitido anteriormente una fetua que sancionaba la demolición de la casa de un hombre sospechoso de dirigir una red de prostitución.
En enero de 2012, islamistas armados atacaron un hotel de Adén que sospechaban que se utilizaba para la prostitución. Más de 10 hombres armados abrieron fuego contra el hotel Layali Dubai antes de prenderle fuego. Murieron dos personas y otras trece resultaron heridas.

## Tráfico sexual
Yemen es país de origen y, en menor medida, de tránsito y destino, de mujeres y niños sometidos a trata con fines sexuales. La guerra civil, la falta de un estado de derecho y el deterioro de la economía han alterado algunos patrones de trata y exacerbado otros. Los tratantes, los agentes de seguridad y los empleadores obligaron a algunos niños yemeníes a dedicarse al tráfico sexual en Arabia Saudí. Antes del conflicto, Yemen era punto de tránsito y destino de mujeres y niños, principalmente del Cuerno de África, que eran objeto de trata con fines sexuales. 
Etíopes y somalíes viajaron voluntariamente a Yemen con la esperanza de encontrar empleo en los países del Golfo, pero algunas mujeres y niños de esta población pueden haber sido explotados en el tráfico sexual en Yemen. Otras emigraron basándose en ofertas fraudulentas de empleo como empleadas domésticas en Yemen, donde posteriormente fueron objeto de trata con fines sexuales. Algunas refugiadas fueron obligadas previamente a prostituirse en las gobernaciones de Adén y Lahij. Naciones Unidas estimó que el prolongado conflicto sirio provocó una afluencia de hasta 100 000 refugiados sirios a Yemen; las mujeres y los niños refugiados sirios que mendigaban en las calles eran muy vulnerables a la trata con fines sexuales en el país.
Los niños yemeníes han sido objeto de trata sexual dentro del país y en Arabia Saudí. Según los informes, niñas de hasta 15 años han sido explotadas en el comercio sexual en hoteles y clubes de las gobernaciones de Saná, Adén y Taiz. Antes del conflicto, la mayoría de los turistas sexuales infantiles en Yemen procedían de Arabia, y un porcentaje menor de otras naciones, incluidos los Emiratos Árabes Unidos.
La Oficina de Vigilancia y Lucha contra la Trata de Personas del Departamento de Estado de los Estados Unidos considera la situación de Yemen como un "caso especial", fuera de la clasificación ordinaria.